# زينة (أغنية)

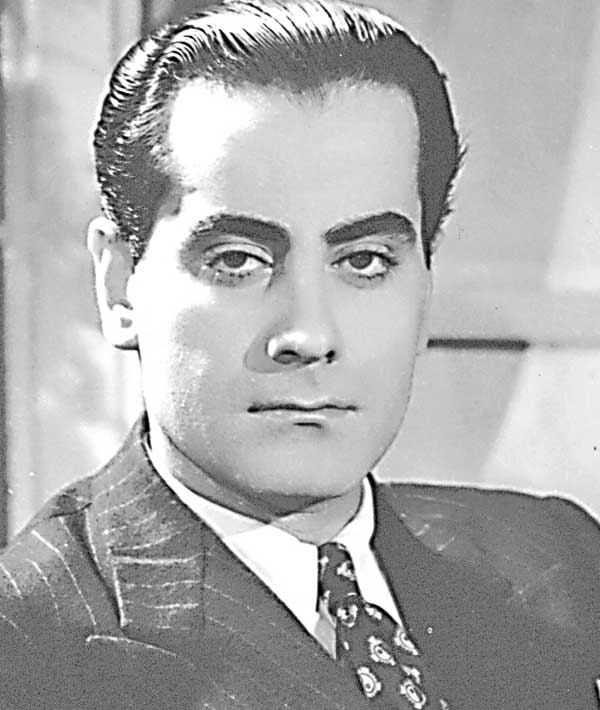
فريد الأطرش - لحن وغناء

زينة أغنية  من ألحان وغناء فريد الأطرش وكلمات محمود فهمي ابراهيم  صدرت في فيلم "أنت حبيبي" للمخرج يوسف شاهين عام 1957 واشتركت في الغناء شادية. الأغنية من مقام "صبا" ومدتها 6:13 دقيقة. نالت الأغنية شهرة عريضة.

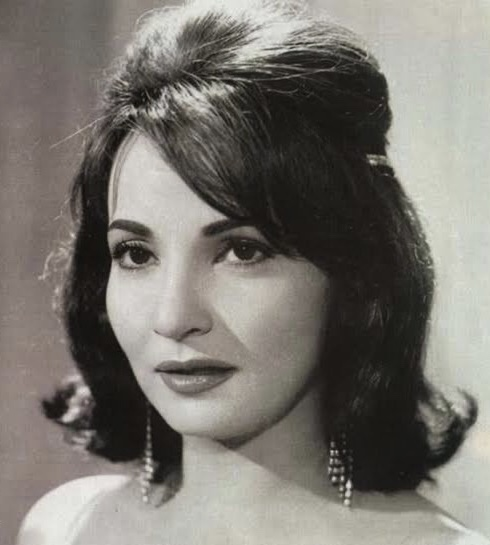
شادية - غناء مصاحب

## مناسبة الأغنية
قامت إنجلترا وفرنسا وإسرائيل بشن هجوم مسلح على مصر فيما أطلق عليه "العدوان الثلاثي" وكان ذلك في يوم 29 أكتوبر 1956، وتصادف أنه في نفس اليوم صدر فيلم يوسف شاهين "ودعت حبك" من إنتاج وبطولة فريد الأطرش وشادية، وهكذا توقف عرض الفيلم وكانت خسارة مادية فادحة. كان يوسف شاهين يعاني من ضائقة مالية كبيرة  وقال في حديث له أنه تلقى إتصال من فريد الأطرش وهو يضحك بجنون وأخبره أنه يريد إنتاج فيلم عن شاب يجري والناس ورجال الشرطة يطاردونه بسبب أنه يرفض الزواج، وسأله شاهين: "ثم ماذا؟"، وقال فريد: "خلاص"، وبالفعل ذهب شاهين إلى بيت الأطرش وكان أبو السعود الأبياري حاضرًا، وبدأ يكتب السيناريو. قال يوسف شاهين: "نمت عند فريد حوالي الساعة 12 وهو يدندن على عوده ويحاول تلحين الكلمات طوال الليل، وعند الساعة السادسة صباحا بدأ فريد يصحيني ويقول لي: " قوم اسمع الغنوة الجديدة دي" فأسمعني اغنية رائعة لحنها في ست ساعات."

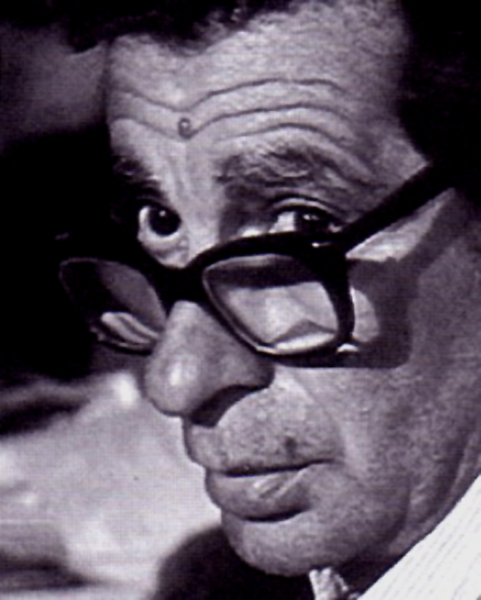
يوسف شاهين - إخراج

بعد أن تم تصوير الفيلم وأصبح جاهزاً للعرض، شاهد فريد الأطرش الفيلم واتصل بالمخرج يوسف شاهين وتحدث بلهجة غاضبة، وقال لشاهين: إزاي ده يحصل؟، ده خراب بيوت. وشعر شاهين بالضيق وسأل وقد تغيرت نبرة صوته؟: "إنت حضرتك بتزعق ليه؟، فهمني المشكلة فين علشان نحلها بالعقل"، واعتذر فريد وتابع: "الموزع بيقول إن الفيلم ناقص اثنين كيلوغرام، فهل نقدر يا يوسف نضيف للفيلم الاتنين كيلوغرام دول لأن ده شرط للتصدير والتوزيع". كانت الأفلام في هذا الوقت يتم تصويرها على شرائط وتوضع في علب كبيرة، وكان يتم وزن هذه العلب وذلك يعبر عن طول أو قصر الفيلم، وكان فريد الأطرش يرى أن أفلامه لابد أن يكون مدة عرض أي منها ساعتين أو أكثر، بينما تعجب شاهين الذي يعمل في صناعة السينما وهذا فيلمه رقم 11 ولا يعرف أن الفيلم يقدر بالميزان.
أقترح الأطرش إضافة أغنية للفيلم واعتراض يوسف شاهين، في البداية، على مبدأ إضافة أغنية بعد إنهاء التصوير؛ ولكنه أضاف للأحداث عرسًا نوبيًا (كان من الممكن دراميًا حذفه تمامًا، والغريب أن هذا الجزء المقحم أدى إلى نجاح الفيلم، ولكن يوسف شاهين ظل غاضباً وكان يتجنب رؤية الفيلم ويعتبره أفشل أفلامه بسبب هذا الموقف، وعن طريق الخطأ ذهب الفيلم إلى باريس، أثناء إقامة احتفالية خاصة لتكريم يوسف شاهين، فاكتشف شاهين أن الجمهور الفرنسى يردد الكثير من الأغانى، وتحديدًا (زينة والله زينة) فأحبَ الفيلم. حدث هذا بعد أن صرح شاهين، وبعد تصوير "زينة"، أن فريد الأطرش ليس ممثلاً جيدًا ولكنه اضطر العمل معه كونه المنتج، وقرر أنه لا يتعاون معه مرة أخرى، واعترف شاهين أن علاقة العمل التي جمعت بينه وبين فريد الأطرش كانت اضطرارية لحاجته إلى المال وأنه يعرف عن فريد الأطرش حبه لفرض سيطرته الكاملة على أفلامه. وذكر شاهين رفض فريد الأطرش الانصياع للأوامر والسقوط من فوق كرسي وضعه شاهين في الموقع، بعد دفع شادية له. كان رأي النقاد أن فريد الأطرش في "أنت حبيبي" يقدم أفضل أداء له.
شملت الأغنية رقص للبطلة الثانية في الفيلم "هند رستم" التي قالت أنها لا تجيد الرقص مطلقا ولا تحبه أو تفهمه، وكشفت أن من قام بتدريبها على رقصة أغنية "زينة" هو فريد الأطرش، بينما استغرقت سنة كاملة للتدريب على الرقص من أجل فيلم "شفيقة القبطية" للمخرج حسن الإمام  عام 1963، بتدريب من مصمم الرقصات المعروف علي رضا.
كان تصوير الأغنية ناجحاً تماماً واستخدم شاهين إمكانياته في تصوير الوجوه النوبية واستطاع تصوير وجوه أبطاله بما يؤكد المعاني الدرامية في الفيلم.

## بناء الأغنية
بدأت الموسيقى بمقام "صبا" مع إيقاع نشط وحيوي حيث أن مناسبة الغناء هي حفلة زفاف. بدأت شادية بغناء المذهب المتكرر  في الأغنية وكان الغناء في قالب "الطقطوقة" والطقطوقة لها صور مختلفة في تلحينها.. كأن يكون للطقطوقة لحن للمذهب وللأغصان. وتنتهي الأغنية بالإيقاع السريع مع تصفيق وزغاريد. وهكذا وظف فريد الأطرش مقام الصبا الحزين في اغنيه طربيه وايقاع سريع.
كان اللحن مفصلاً على صوت فريد الأطرش ذو المساحات الفسيحة وعندما طلبت شادية الإشتراك في غناء "زينة" قام فريد بالشرح وافهمها أن بعض التضاريس  في اللحن (تموجات الحركة في النص) تفوق قدرات صوتها وجعلها تردد معه مذهب الاغنية فقط. في ذلك الوقت كان بين شادية و فريد الأطرش قصة حب عنيفة ولكن نظرا لإنشغال كل منهما بفنه، فلم يتم الزواج، وظلت العلاقة جيدة، وفيما بعد عرض فريد الأطرش على شادية أن تقوم بدور البطولة في فيلم "زمان يا حب" للمخرج عاطف سالم عام 1973، و لكن شادية اعتذرت بلباقة نظراً لانشغالها بتصوير مشاهد فيلم "أضواء المدينة" للمخرج فطين عبد الوهاب مع أحمد مظهر.
قام فريد الأطرش بإضافة "الموال" للأغنية (كان هناك اهتمام كبير من فريد بإضافة الموال لكثير من أغانيه وذلك بدافع عشقه وتقليده للمطرب الشعبي محمد العربي) قام فريد بأداء الأغصان متكررة اللحن ثم الموال، وفي نهاية الموال عاد مقام الصبا.

## كلمات الأغنية
زينة زينة زينة زينة والله غالية علينا
زي ضي  عينينا   زينة  زينة     زينة
والله زينة و الله تشتهيها العين
لولا خوفي من الله لأقطف الخدين
اللي نورهم خلا حارق قلبي ظله
و الصحرا جنينة زينة والله زينة
زينة مالي حيلة عقلي مني راح
زي صاحب ليلى  والهوى فضاح
له حكاية طويلة يا ام عين كحيلة
انظري يراعينا  زينة والله زينة
زينة وانت اللي فاز بالقرب منك زين
وجهك ده و اللا القمر زانه سواد العين
يا هل ترى قلبي يلقى الفرح  امتى و فين
امتى الزمان يصفى لي  والتقي بحبيب
مخلص يريح بالي يكون وصاله قريب
و يـملأ قلبي الخالي  أكيد به عذالي
و الدنيا تضحك لينا
زينة والله زينة 

## وصلات خارجية
https://elcinema.com/work/1010118/ زينة (أغنية)
https://www.imdb.com/title/tt0126354/ زينة (أغنية)
https://www.masress.com/tahrirnews/103337 زينة (أغنية)
https://www.youtube.com/watch?v=-db5o-g1CKI زينة (أغنية)
https://www.youtube.com/watch?v=H6ZYVKYaXqM زينة (أغنية)